# Pilosocereus juaruensis
Pilosocereus juaruensis är en kaktusväxtart som först beskrevs av Albert Frederik Hendrik Buining och Brederoo, och fick sitt nu gällande namn av P.J. Braun och Esteves. Pilosocereus juaruensis ingår i släktet Pilosocereus och familjen kaktusväxter. Inga underarter finns listade i Catalogue of Life.